# Robert Ėmmijan
Robert Žirajrovič Ėmmijan (in russo Роберт Жирайрович Эммиян?; in armeno Ռոբերտ Ժիրայրի Էմմիյան?, Robert Zhirayri Emmiyan; Leninakan, 16 febbraio 1965) è un ex lunghista sovietico, nazionalità alla quale legò i suoi maggiori successi sportivi; dal 1992 fino a fine carriera gareggiò per l'Armenia.
Fu campione europeo ai campionati di Stoccarda del 1986.
È il detentore del record europeo con 8,86 m, misura realizzata nel 1987 a Cachkadzor; dal 2011 è il presidente della Federazione armena di atletica leggera.

## Biografia
Nato nell'allora Unione Sovietica a Leninakan (od. Gyumri), cittadina armena a 1800 metri sul livello del mare, Ėmmijan era inizialmente dedito allo sci, ma fu spinto a passare all'atletica leggera: dapprima al decathlon, poi, vista la sua velocità, al salto in lungo.
A 18 anni, durante le Spartachiadi di Mosca del 1983, superò per la prima volta il muro degli 8 metri; nel 1985 raggiunse gli 8,30 m e nel 1986, ai Goodwill Games della capitale sovietica, fissò il primato europeo a 8,61 m; a fine agosto dello stesso anno, ai campionati europei di Stoccarda (Germania Ovest), si aggiudicò il titolo continentale con la misura di 8,41.
Dal punto di vista dei primati e dei risultati il 1987 fu l'anno migliore di Ėmmijan.
A febbraio stabilì il nuovo record continentale indoor ai campionati di Liévin (Francia) con la misura di 8,49 m; nel maggio successivo, durante i campionati sovietici che si tennero a Cachkadzor, città armena d'altura non distante dal suo luogo di nascita, Ėmmijan realizzò un salto di 8,86 m, che all'epoca rappresentò la seconda miglior prestazione mondiale di sempre dopo gli 8,90 m di Bob Beamon alle olimpiadi di Città del Messico del 1968.
Infine, in agosto, ai campionati mondiali di atletica leggera a Roma, fu medaglia d'argento con 8,53 m dietro Carl Lewis.
Altre sue prestazioni notevoli oltre gli 8 metri furono l'8,05 alle Universiadi 1985 a Kōbe (Giappone) e, nello stesso anno, l'8,09 alla Coppa del Mondo 1985 a Canberra, in Australia e l'8,38 alla Coppa Europa 1987 a Praga (Cecoslovacchia).
A causa del grave terremoto che nel dicembre 1988 colpì l'Armenia, Ėmmijan perse il padre e diversi familiari e tale fatto, nonostante le buone prestazioni che continuò a mostrare in pista, non gli permise di concentrarsi sull'aspetto sportivo come avrebbe voluto («Persi la certezza di essere capace di qualsiasi cosa»).
Fu, ancora, capace di saltare 8,23 a Seattle (USA) per i Goodwill Games del 1990 e, a Francoforte (Germania) realizzò un 8,01 in Coppa Europa 1991, una delle ultime occasioni in cui scese in pista per l'URSS: con la dissoluzione di tale Paese, dall'anno successivo Ėmmijan rappresentò l'Armenia.
Dopo la fine dell'URSS Ėmmijan si trasferì presso un club sportivo di Parigi, città in cui conobbe anche la sua futura moglie, francese a sua volta di origini armene; con i colori dell'Armenia fu presente ai campionati europei di Helsinki del 1994 in cui realizzò un 7,69 che non gli permise l'accesso alla finale; l'anno successivo, ai campionati mondiali di Göteborg, si qualificò con 7,91 per la finale, piazzandosi poi all'undicesimo posto generale con 7,77 m.
L'ultima grande ribalta di Ėmmijan fu nel 1996 ad Atlanta per i giochi olimpici (competizione alla quale aveva preso parte con l'URSS già nel 1988 non riportando tuttavia salti validi), in cui saltò 7,76 m senza qualificarsi per la finale; l'anno successivo si ritirò dalle competizioni.
Dal giorno del suo ritiro, l'8,86 di Ėmmijan non ha mai cessato di essere la quarta migliore prestazione omologata di sempre (nonché record europeo al 2025) dopo l'8,95 di Mike Powell e l'8,87 di Carl Lewis, entrambi realizzati durante i campionati del mondo di Tokyo nel 1991 (competizione in cui Lewis realizzò anche un 8,91 non omologato per vento a 2,9 m/s), e il citato 8,90 di Bob Beamon.
Dopo il ritiro fu allenatore in Qatar dal 2000 al 2009 e, tornato in Francia, assunse l'incarico di collaboratore della locale Federazione di atletica; tra gli atleti che seguiva figura Salim Sdiri, lunghista francese che vantava al 2012 un personale di 8,49.
Nel 2011 fu eletto presidente della federazione armena di atletica leggera, carica che tuttora ricopre.
Al suo nome è intitolato un torneo di atletica leggera in Armenia, la Coppa Robert Emmiyan.

## Progressione

### Salto in lungo
| Stagione | Risultato | Luogo      | Data      | Rank. Mond. |
| -------- | --------- | ---------- | --------- | ----------- |
| 1997     | 7,65 m    | Atene      | 3-8-1997  | -           |
| 1996     | 7,76 m    | Atlanta    | 28-7-1996 | -           |
| 1995     | 7,91 m    | Göteborg   | 11-8-1995 | -           |
| 1994     | 7,48 m    | Parigi     | 10-6-1994 | -           |
| 1993     | 7,92 m    | San Paolo  | 16-5-1993 | -           |
| 1992     | 7,27 m    | L'Avana    | 25-9-1992 | -           |
| 1991     | 8,00 m    | Tokyo      | 29-8-1991 | -           |
| 1990     | 8,32 m    | Barcellona | 16-7-1990 | -           |
| 1987     | 8,86 m    | Cachkadzor | 22-5-1987 | -           |
| 1986     | 8,61 m    | Mosca      | 6-7-1986  | -           |
| 1985     | 8,30 m    | Mosca      | 8-6-1985  | -           |
| 1984     | 8,13 m    | Baku       | 14-9-1984 | -           |
| 1983     | 8,01 m    | Mosca      | 25-6-1983 | -           |
| 1982     | 7,91 m    | Erevan     | 6-11-1982 | -           |

### Salto in lungo indoor
| Stagione | Risultato | Luogo  | Data      | Rank. Mond. |
| -------- | --------- | ------ | --------- | ----------- |
| 1997     | 7,44 m    | Parigi | 7-3-1997  | -           |
| 1987     | 8,49 m    | Liévin | 21-2-1987 | -           |
| 1986     | 8,34 m    | Mosca  | 8-2-1986  | -           |

## Palmarès
| Anno | Manifestazione  | Sede       | Evento         | Risultato | Prestazione | Note                  |
| ---- | --------------- | ---------- | -------------- | --------- | ----------- | --------------------- |
| 1984 | Europei indoor  | Göteborg   | Salto in lungo | Bronzo    | 7,89 m      |                       |
| 1986 | Europei indoor  | Madrid     | Salto in lungo | Oro       | 8,32 m      | Record dei campionati |
| 1986 | Europei         | Stoccarda  | Salto in lungo | Oro       | 8,41 m      | Record dei campionati |
| 1987 | Europei indoor  | Liévin     | Salto in lungo | Oro       | 8,49 m      | Record dei campionati |
| 1987 | Mondiali        | Roma       | Salto in lungo | Argento   | 8,53 m      |                       |
| 1990 | Europei indoor  | Glasgow    | Salto in lungo | Bronzo    | 8,06 m      |                       |
| 1995 | Mondiali indoor | Barcellona | Salto in lungo | 10º       | 7,74 m      |                       |